# Sha Tin Racecourse

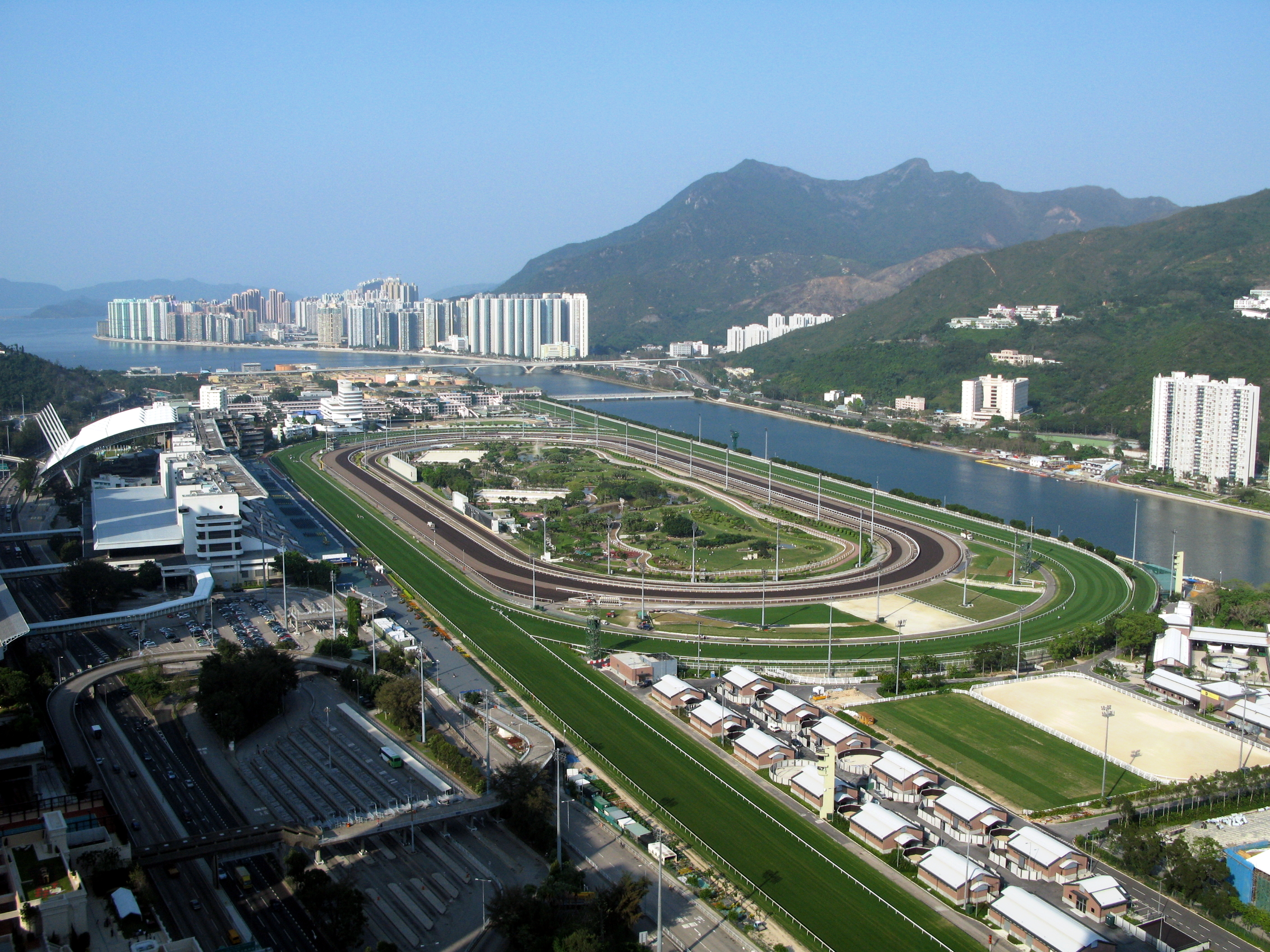
Sha Tin Racecourse

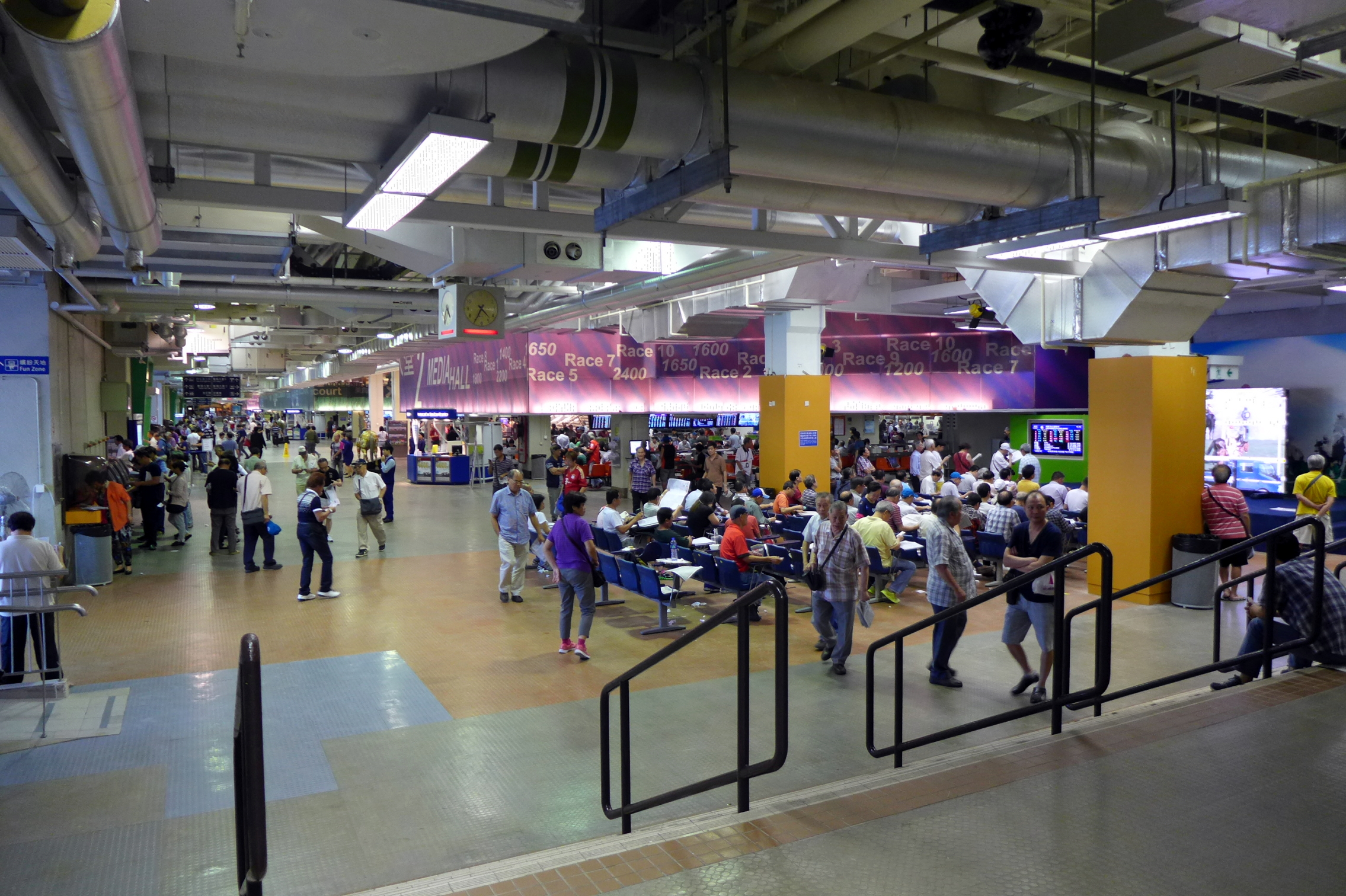
Wetthalle

Der Sha Tin Racecourse (chinesisch 沙田馬場) ist eine 1978 eröffnete Pferderennbahn für Vollblüter in Hongkong. Die Rennbahn befindet sich im Sha Tin District in den New Territories und wird für Galopprennen genutzt. Die Anlage wird vom Hong Kong Jockey Club (HKJC) geleitet, der mit dem Happy Valley Racecourse im Eastern District eine weitere Pferderennbahn in Hongkong betreibt.

## Design der Rennbahn
Der Sha Tin Racecourse enthält sowohl eine 1900 Meter lange ovale Rasen- als auch im Innern eine 1560 Meter lange ovale Sandrennbahn. Die vor den Tribünen verlaufende Zielgerade (home straight) der Rasenrennbahn ist 430 Meter, die der Sandrennbahn 380 Meter lang. Beide Strecken werden im Uhrzeigersinn (Rechtskurs) gelaufen. Die Renndistanzen variieren von 1000 bis zu 2400 Metern, wobei die Startstellen an unterschiedlichen Orten auf der Rennbahn liegen. Die maximal zugelassene Anzahl beträgt 14 Rennpferde pro Rennen. Für die Besucher gibt es zwei Tribünen (grandstands), die bis zu 85.000 Zuschauer fassen. Außerdem gibt es auf dem Gelände einen überdachten Führring, Stallungen für rund 1200 Pferde und eine große Halle, in der Wetten abgeschlossen werden können.

## Renn-Veranstaltungen
Der Sha Tin Racecourse veranstaltet viele Gruppe-I-Rennen in jeder Rennsaison. Diese Rennen sind mit den höchsten Prämien ausgestattet, am prestigeträchtigsten und den leistungsstärksten Pferden vorbehalten. Eine Rennsaison dauert von September bis Juni. Es werden folgende Gruppe-I-Rennen veranstaltet:
- Hong Kong International Races (im Dezember)
  - Hong Kong Cup – 2000 m
  - Hong Kong Mile – 1600 m
  - Hong Kong Sprint – 1200 m
  - Hong Kong Vase – 2400 m
- Hong Kong Triple Crown
  - Hong Kong Stewards' Cup – 1600 m (im Januar)
  - Hong Kong Gold Cup – 2000 m (im Februar)
  - Hong Kong Champions & Chater Cup – 2400 m (im Mai)
- Centenary Sprint Cup – 1200 m (im Januar)
- Queen's Silver Jubilee Cup – 1400 m (im Februar)
- Queen Elizabeth II Cup – 2000 m (im April)
- Champions Mile – 1600 m (im April)
- Chairman's Sprint Prize – 1200 m (im April)

Außer den Gruppe-I-Rennen werden auch Gruppe-II- und Gruppe-III-Rennen sowie Listenrennen veranstaltet.

## Galerie
Die nachfolgende Bildauswahl zeigt einige Szenen des  Sha Tin Racecourse:

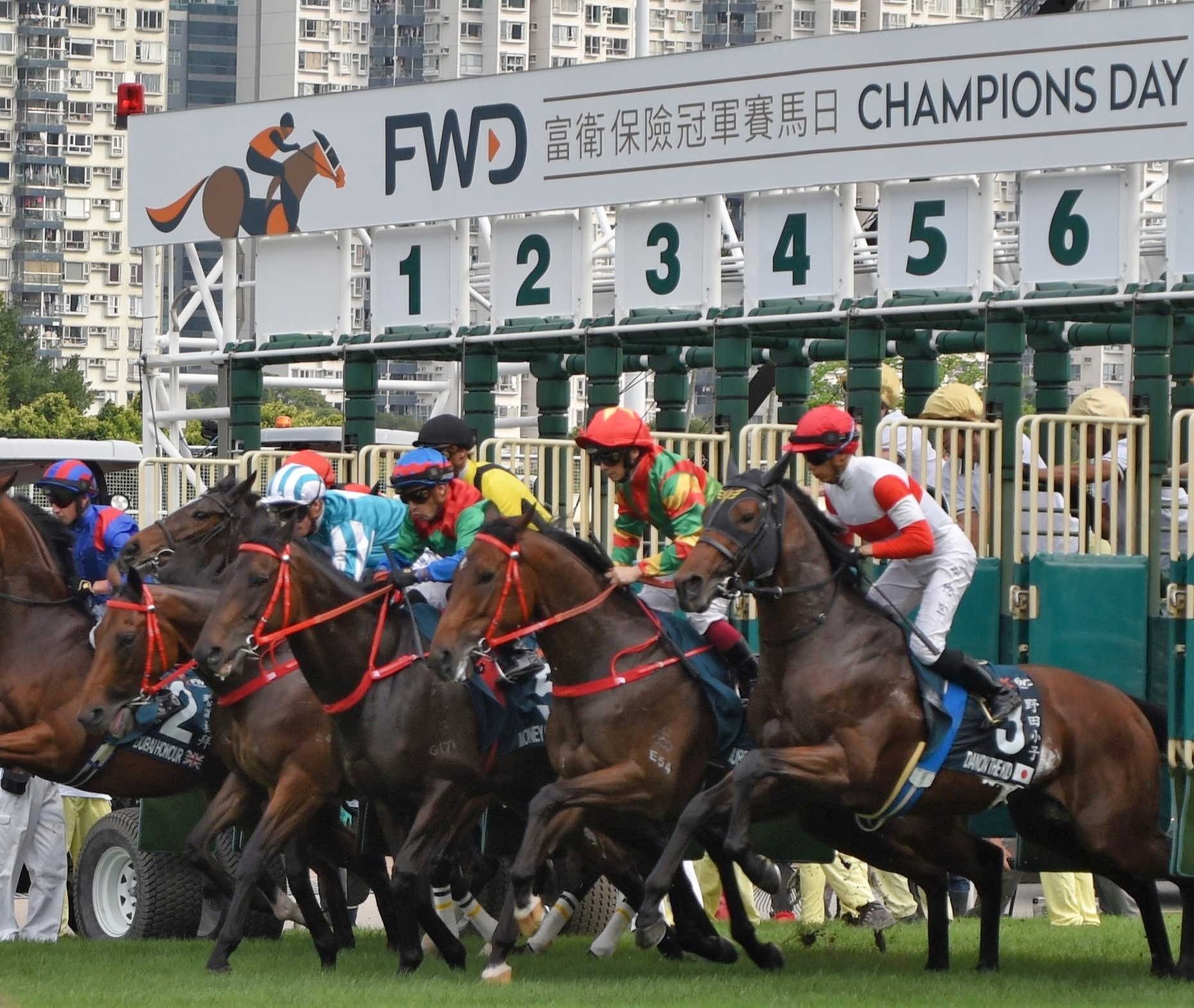
Start zum Queen Elisabeth II Cup 2024
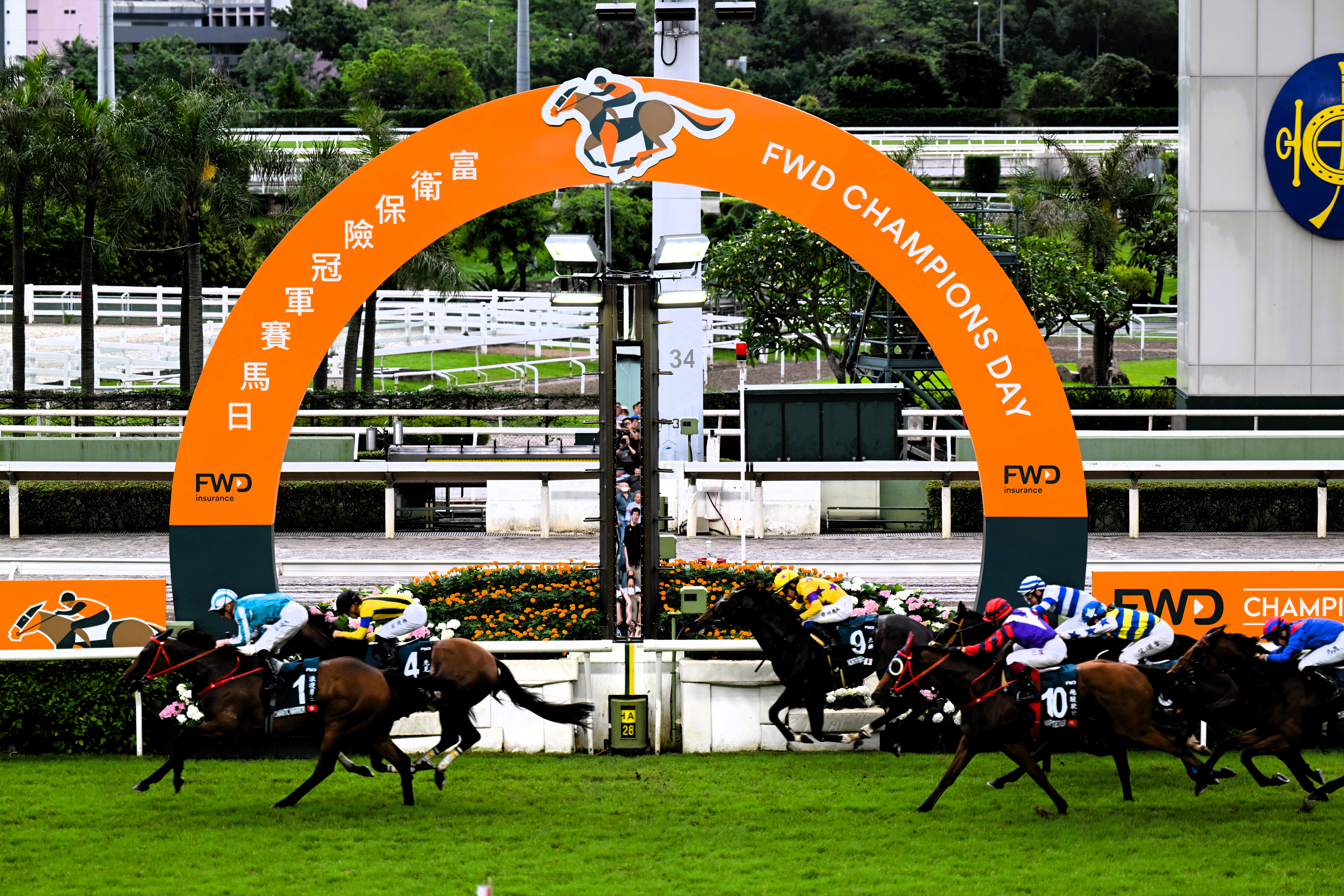
Zieleinlauf Queen Elisabeth II Cup 2024
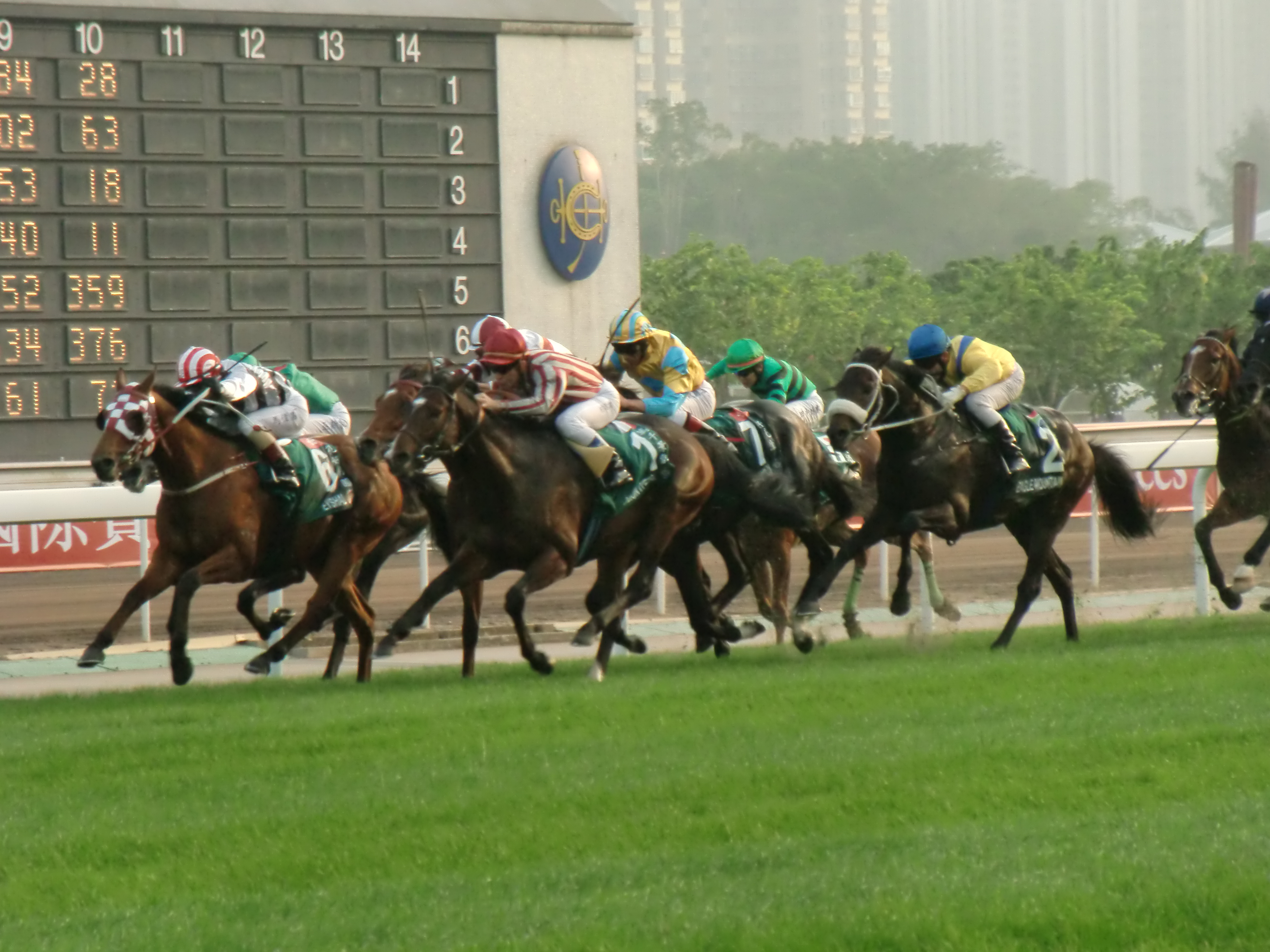
Szene Hong Kong Cup 2009
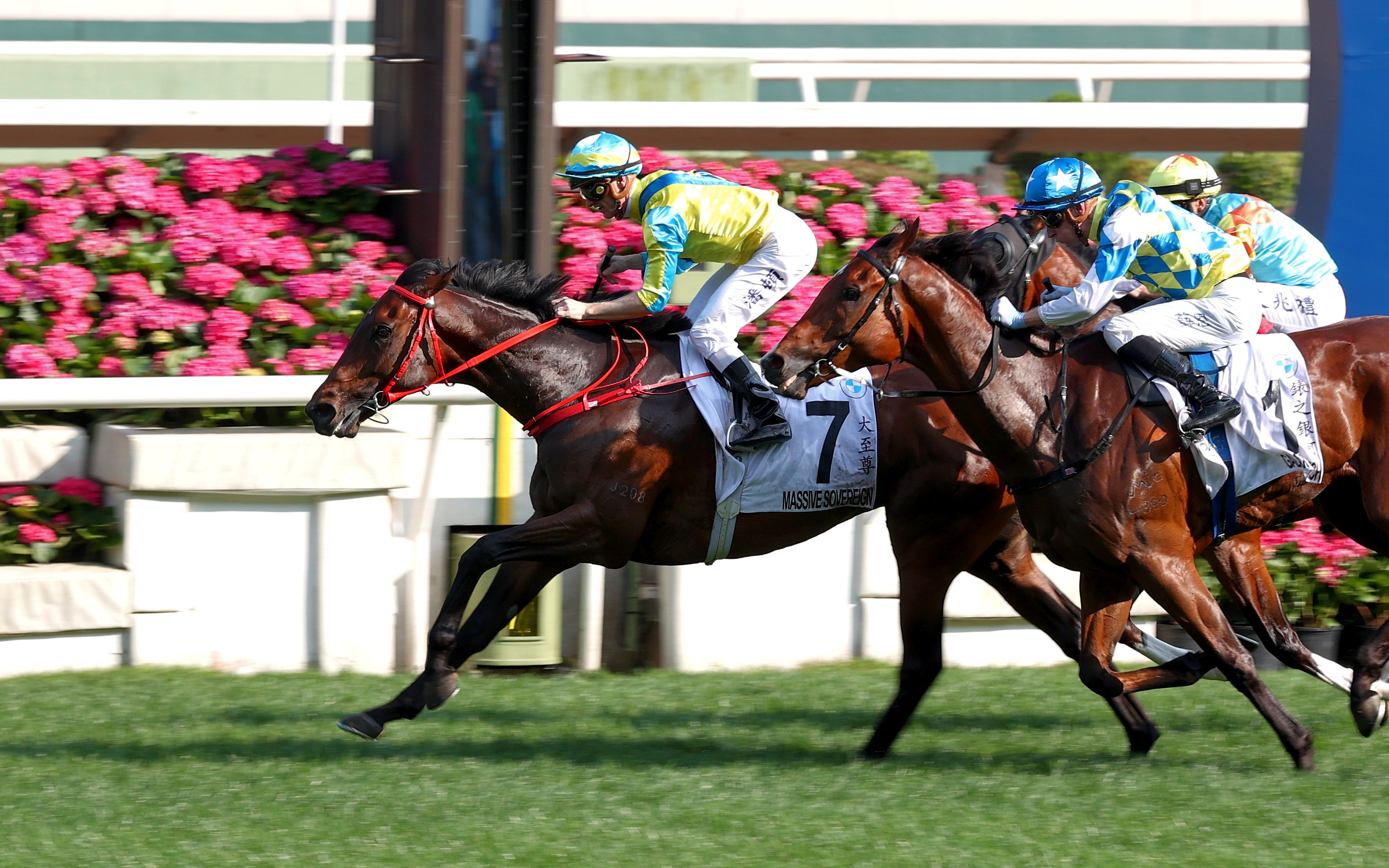
Zieleinlauf Kong Kong Derby 2024
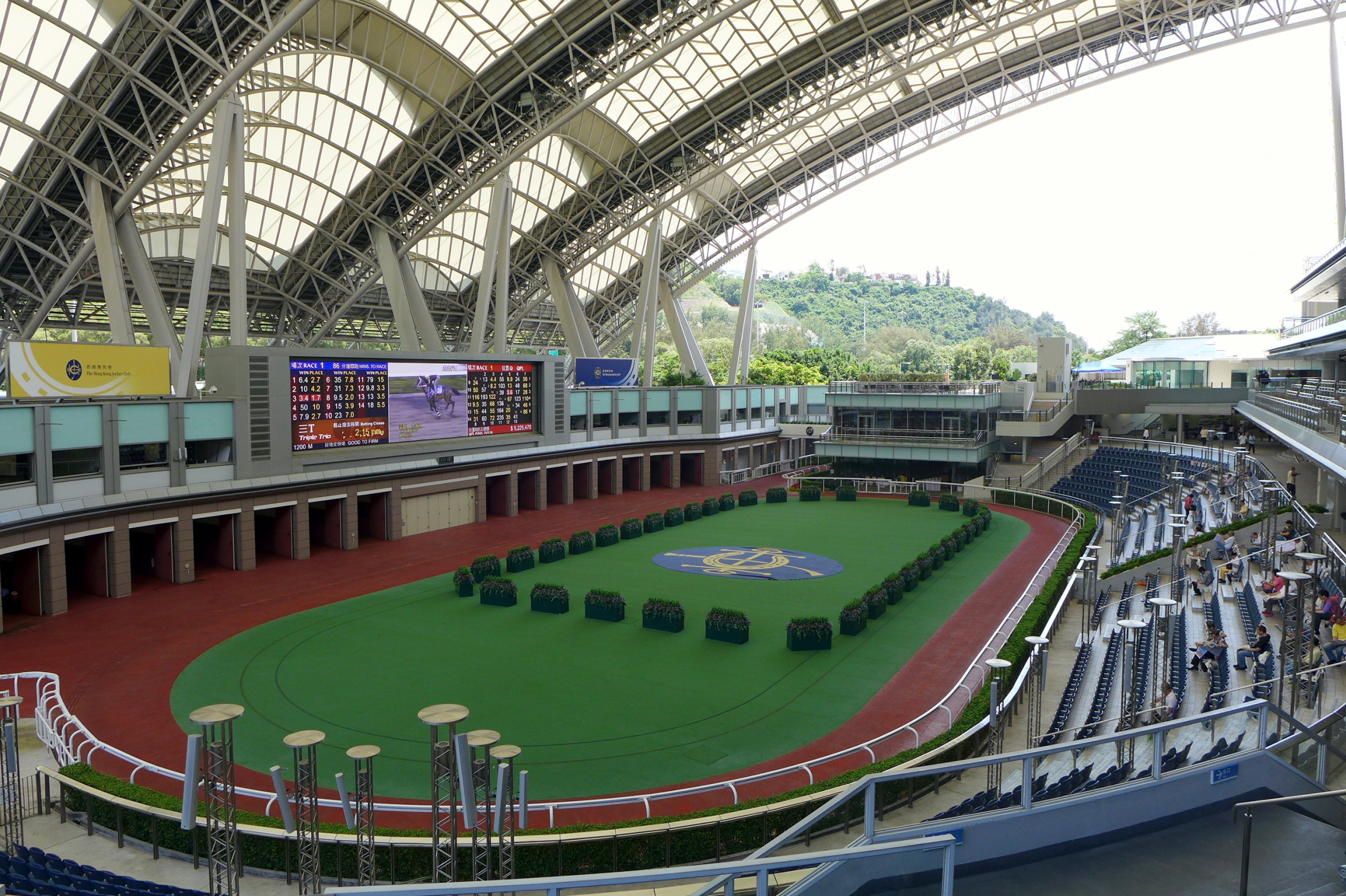
Führring